# Aron Gunnarsson
Aron Gunnarsson (Akureyri, 1989. április 22. –) izlandi labdarúgó. 2019-től az Al Arabi középpályása.
Az izlandi válogatott tagjaként részt vett a 2016-os Európa-bajnokságon.

## Pályafutása

### Klubcsapatban
Aron Gunnarsson hazájában kezdte pályafutását az Þór Akureyri csapatában, majd 2006-ban Hollandiába, az AZ Alkmaarhoz igazolt. 2008. június 17-én aláírt a Coventry Cityhez. A bajnokság nyitó fordulójában debütált, a Norwich City elleni 2-0-ra megnyert találkozón. 2009. február 14-én szerezte meg első gólját a Blackburn Rovers elleni kupatalálkozón. Angliában az első szezonja végén megszavazták a Coventry City szurkolói az év játékosának.
A következő szezonban mezszámát 12-ről 17-esre változtatva, ezzel is tisztelegve testvére, a kézilabdázó Arnór Þór Gunnarsson előtt. Az idény során továbbra is a Coventry középpályájának kulcsjátékosa volt, 42 tétmérkőzést játszott, és egy gólt szerzett. A 2010-11-es szezonban a Coventry a feljutást tűzte ki célul, Gunnarson pedig többször fontos góllal segítette csapatát. A szezon végén szerződése lejárt, de kijelentette, hogy maradni szeretne a csapatnál. Az ezt követő fordulóban megkapta pályafutása első piros lapját a Norwich City ellen. Szerződését nem sikerült megújítani, ugyanis ügynökével és vele sem sikerült csapatának mindenben megállapodni, így Gunnarsson végül a Cardiff Cityhez írt alá.
2011. július 8-án hároméves szerződést kötött a walesi csapattal. Második bajnoki mérkőzésén a Bristol City ellen sérülést szenvedett, ezért több hetet ki kellett hagynia. Szeptemberben tudott ismét pályára lépni, október 22-én pedig két gólt szerzett a Barnsley elleni győztes bajnokin és ő lett a találkozó legjobbja. Pályára lépett a 2012-es angol labdarúgó-ligakupa-döntőben, de csapata büntetőkkel kikapott a Liverpooltól.
2013. augusztus 25-én, immár a Premier League-ben gólt lőtt a  Manchester City ellen 3-2-re megnyert bajnokin. 2015 júniusában új, 2018 nyaráig szóló szerződést írt alá.

### A válogatottban
2008. február 2-án debütált az izlandi válogatottban. Részt vett a 2011-es U21-es labdarúgó-Európa-bajnokságon, ahol Izland csoportjában a harmadik helyen végzett, és ahol Gunnarssont a fehéroroszok elleni mérkőzésen kiállították. 2014. október 10-én Litvánia ellen szerezte első válogatott gólját. Csapatkapitánya volt annak a csapatnak, amely az ország történetében először kvalifikálta magát egy nagy tornára. A 2016-os labdarúgó-Európa-bajnokságon a későbbi győztes Portugália ellen 1–1-es döntetlent értek el, a mérkőzés után azonban hiába kért mezcserét Cristiano Ronaldótól, a portugálok csapatkapitánya azt elutasította. Június 27-én az Anglia elleni nyolcaddöntőben 2–1-es győzelemhez segítette csapatát.

## Sikerei, díjai
Cardiff City FC
- The Football League: 2012-13